# Israel Rodríguez Soriano
Israel Rodríguez Soriano (Guayaquil, 16 novembre 1960) è un ex calciatore ecuadoriano, di ruolo portiere.

## Carriera

### Club
Ha sempre giocato nel campionato ecuadoriano.

### Nazionale
Con la maglia della Nazionale giocò 11 partite e prese parte alla Copa América 1983.